# 장현석
장현석(2004년 3월 14일~)은 대한민국의 야구 선수로 현재 메이저 리그 베이스볼 로스앤젤레스 다저스 산하 마이너 리그 팀에서 투수로 활동하고 있다. 마산용마고등학교 고3 재학시절 아마추어 선수로서 대한민국 야구 국가대표팀에 발탁되었고 항저우 아시안 게임에서 금메달을 획득했다.

## 아마추어 경력
상일초등학교 재학시절 마산종합운동장 야구장에 갔다가 당시 NC 다이노스 선수였던 이호준이 몰던 차에 발이 깔린 사고를 당했다. 병원 검사 결과 크게 다친 곳은 없었다. 이호준은 사고를 당했지만 울지 않았던 그의 모습과 체격을 보고 야구를 할 것을 추천해 리틀야구부에 들어갔다. 마산용마고등학교 2학년 시절인 2022년 출전한 대통령배 대회에서 156km의 구속을 기록하며 주목을 받았다. 2023년 4월7일에 열린 이마트배 전국고교대회 8강전에서는 경북고등학교를 상대로 3회에 구원등판, 6이닝 1피안타 2볼렛 12탈삼진 1실점을 기록하며 승리 투수가 됐다. 이마트배 대회에서의 최고 구속은 158km로 KBO 리그 뿐만이 아닌 메이저 리그 베이스볼 스카우터들도 관심을 가졌다. 아시안 게임에 출전할 대한민국 야구 국가대표팀 예비 명단에 포함되었으며 최종 명단에도 들어갔다. 이는 고등학교 선수로는 최초로 아시안 게임 대표팀 발탁이다. 청룡기 전국고교야구선수권대회에서는 8강전에서 장충고등학교를 상대로 6.2이닝 무실점을 기록했다. 팀은 비록 패했으나 14개의 탈삼진을 기록했다. KBO 리그와 메이저 리그 베이스볼 진출 중에서 고민 끝에 미국 진출하기로 했고 8월9일 LA 다저스와 계약금 90만 달러에 계약을 체결했다. 계약 전 고고야구에는 총 7경기 등판해 3승 평균자책점 0.33을 기록했다. MLB닷컴이 공개한 유망주 팜 시스템 랭킹에 따르면 다저스 유망주 30명 중에 장현석은 22위를 했다.

## 프로 선수 경력

### 마이너 리그
2024년에 루키 리그 소속 애리조나 컴플렉스 리그 다저스에서 프로 데뷔를 햇으며 13경기 등판해 방어율 8.14를 기록했다. 3전2승제인 리그 챔피언십에서는 1차전 선발투수로 등판해 3이닝 무실점을 기록했으며 11명의 타자 중 8명에게 삼진을 잡아 팀의 8대1 승리에 기여했다. 이후 싱글A 캘리포니아 리그 소속 랜초쿠카몽가 퀘이크스에 승격되었다.

## 국가대표 경력
고등학교 야구 선수로는 최초로 아시안 게임 대한민국 대표팀에 발탁되었고 KBO가 진행한 메디컬 테스크 결과 이상이 없어 최종 승선이 확정되었다. 9월19일에 김해고등학교와의 연습경기에서는 5이닝 무자책 탈삼진 10개를 기록했으며 9월 26일 상무 야구단과의 연습경기에서는 3번째 투수로 등판해 1이닝 무실점을 기록, 이후 문보경이 결승타를 치며 승리투수를 달성했다.
9월 28일에 항저우로 출국했고 10월 1일 홍콩과의 경기에 처음으로 등판했다. 7회초에 등판해 첫 타자에게 볼넷을 내주었지만 이후 2개의 삼진등을 잡으며 1이닝 무실점을 기록했다. 10월 6일 중국과의 슈퍼라운드 2차전에서는 8회에 등판해 1이닝 1실점을 기록했으며 팀이 8대1로 이기며 결승에 진출했다. 결승에서도 대한민국이 대만을 상대로 승리하며 금메달을 획득했다.